# Copidodiaptomus steueri
Copidodiaptomus steueri is een eenoogkreeftjessoort uit de familie van de Diaptomidae. De wetenschappelijke naam van de soort is voor het eerst geldig gepubliceerd in 1904 door Brehm & Zeiderbauer.